# Beachhandball-Juniorenozeanienmeisterschaften 2017/Junioren
Das Turnier der Junioren der Junioren-Ozeanienmeisterschaften des Jahres 2017 im Beachhandball war das erste Turnier seiner Art in Ozeanien. Es nahmen fünf Mannschaften teil. Gleichzeitig fand auch das Turnier der Juniorinnen statt.
Die Kader und Statistiken finden sich auf dieser Unterseite.

## Turnierverlauf
Der Favorit aus Australien konnte alle Spiele gewinnen und gab während des gesamten Turniers keinen Satz ab. Auch die zweitplatzierte Mannschaft aus Neuseeland musste abgesehen von den Niederlagen gegen Australien einzig gegen die Gastgeber der Cookinseln einen Satz abgeben, die ihrerseits die beiden Mannschaften aus Amerikanisch-Samoa und Kiribati dominierten. Die Ergebnisse des Turniers waren meist klar und oftmals wurden vergleichsweise wenig Punkte in den Spielen erzielt.
Als bester Spieler des Turniers wurde der Australier Liam McCourt ausgezeichnet.

### Vorrunde
| R | Verein             | Spiele | Spiele | Spiele | Sätze | Sätze | Sätze | Tore | Tore | Tore | Pu |
| R | Verein             | Sp     | S      | N      | G     | V     | +-    | T+   | T-   | +-   | Pu |
| - | ------------------ | ------ | ------ | ------ | ----- | ----- | ----- | ---- | ---- | ---- | -- |
| 1 | Australien         | 4      | 4      | 0      | 8     | 0     | +8    | 154  | 69   | +85  | 8  |
| 2 | Neuseeland         | 4      | 3      | 1      | 6     | 3     | +3    | 112  | 103  | +9   | 6  |
| 3 | Cookinseln         | 4      | 2      | 2      | 5     | 4     | +1    | 109  | 99   | +10  | 4  |
| 4 | Amerikanisch-Samoa | 4      | 1      | 3      | 2     | 6     | −4    | 98   | 120  | −22  | 2  |
| 5 | Kiribati           | 4      | 0      | 4      | 0     | 8     | −8    | 53   | 135  | −82  | 0  |

| B01 | 03.05. 09:00 Uhr | Australien         | – | Kiribati           | 2:0 (21:6, 24:7)       |
| B02 | 03.05. 09:50 Uhr | Cookinseln         | – | Amerikanisch-Samoa | 2:0 (18:7, 7:6)        |
| B03 | 03.05. 12:20 Uhr | Kiribati           | – | Neuseeland         | 0:2 (9:21, 7:12)       |
| B04 | 03.05. 14:30 Uhr | Amerikanisch-Samoa | – | Australien         | 0:2 (14:24, 18:21)     |
| B05 | 03.05. 17:00 Uhr | Cookinseln         | – | Neuseeland         | 1:2 (14:9, 15:19, 4:6) |
| B06 | 04.05. 09:00 Uhr | Amerikanisch-Samoa | – | Kiribati           | 2:0 (11:6, 11:7)       |
| B07 | 04.05. 11:30 Uhr | Australien         | – | Cookinseln         | 2:0 (13:7, 28:9)       |
| B08 | 04.05. 12:20 Uhr | Neuseeland         | – | Amerikanisch-Samoa | 2:0 (16:12, 21:19)     |
| B09 | 04.05. 16:10 Uhr | Kiribati           | – | Cookinseln         | 0:2 (9:16, 2:19)       |
| B10 | 04.05. 17:00 Uhr | Neuseeland         | – | Australien         | 0:2 (6:17, 2:6)        |

### Finalrunde
| Halbfinale | Halbfinale         | Halbfinale |                  |                    | Finale     | Finale | Finale |
|            |                    |            |                  |                    |            |        |        |
| VR1        | Australien         | 2          |                  |                    |            |        |        |
| VR4        | Amerikanisch-Samoa | 0          |                  |                    | Finale     | Finale | Finale |
|            |                    |            | HF1              | Australien         | 2          |        |        |
|            |                    |            |                  | HF2                | Neuseeland | 0      |        |
| VR2        | Neuseeland         | 2          |                  |                    |            |        |        |
| VR3        | Cookinseln         | 0          |                  |                    |            |        |        |
|            |                    |            | Spiel um Platz 3 |                    |            |        |        |
|            |                    |            | HF1              | Amerikanisch-Samoa | 0          |        |        |
| HF2        | Cookinseln         | 2          |                  |                    |            |        |        |
|            |                    |            |                  |                    |            |        |        |

Halbfinals
| B11 | 05.05. 11:00 Uhr | Australien | – | Amerikanisch-Samoa | 2:0 ()             |
| B12 | 05.05. 11:50 Uhr | Neuseeland | – | Cookinseln         | 2:0 (18:13, 11:10) |

Spiel um Platz 3
| B13 | 05.05. 13:30 Uhr | Cookinseln | – | Amerikanisch-Samoa | 2:0 (18:13, 15:12) |

Finale
| B14 | 05.05. 16:00 Uhr | Australien | – | Neuseeland | (12:4, 24:4) |

## Sieger-Mannschaften
| Gold                                                                                            | Silber                                                                               | Bronze                        |
| ----------------------------------------------------------------------------------------------- | ------------------------------------------------------------------------------------ | ----------------------------- |
| AustralienMitchell Cunningham Bjoern McCourt Liam McCourt Benjamin Turner Trainer: David Hudson | Beachhandball-Nationalmannschaft der JuniorenMiguel Aizpuru Max Brookes Paul Ireland | CookinselnMoeraynga Atingakau |

Aufgeführt sind die aktuell bekannten Spieler.

## Auszeichnungen
- MVP:  Liam McCourt[16]